# Красный Ключ (Хакасия)
Красный Ключ (хак. Хызыл Харасуғ) — деревня в Бейском районе Хакасии в 56 км от райцентра — села Бея.
Ближайшая ж.-д. станция Аскиз в 60 км. Население — 380 человек (01.01.2004), все — хакасы.
Село основано приблизительно в 1850. К 1917 в деревне насчитывалось 27 дворов. В 1960—1961 половина деревни была перенесена на новое место Карамарачи, в том числе контора, медпункт, магазин, но основная масса жителей осталась на старом месте, поэтому в 1965—1966 вновь пришлось переселять людей обратно — в Красный ключ. В годы Великой Отечественной войны на фронт ушли 780 человек, вернулись — 360.
Основные направления хозяйства — животноводство, земледелие. Трудоспособное население работает в ОАО «Бондаревское».
В Красном Ключе родился известный хакасский писатель Каркей Нербышев.

## Население
| 2002 | 2010 |
| ---- | ---- |
| 342  | ↘249 |